# Acragas quadriguttatus
Acragas quadriguttatus är en spindelart som först beskrevs av Pickard-Cambridge F. 1901.  Acragas quadriguttatus ingår i släktet Acragas och familjen hoppspindlar. Inga underarter finns listade i Catalogue of Life.